# Étang du Chawion
L’Étang du Chawion est situé en Belgique dans la province de Liège, commune de Theux, dans le bois de Staneux. C'est également un site d’Intérêt biologique, avec de nombreux amphibiens et insectes dans la zone humide qui l'entoure. En effet, l'étang est étroitement lié aux prairies et au biotope spécifique présents.
Plusieurs promenades sont possibles autour de l'étang.
Chawion, qui proviendrait de l'ancien wallon tchaver, qui prend racine dans le latin cavare, signifie « chemin creux ».

## Protection
Les zones humides des Ardennes sont l’habitat de nombreux animaux spécifiques, notamment l'écrevisse à pattes rouges.

### Avant 1950[4]
Les prairies semi-naturelles telle que celles entourent l'étang du Chawion servaient à la production de foin notamment à cause des alluvions déposées par la rivière et des inondations post-hivernales. Aucune source ne permet de dire depuis quand ces terres sont cultivées.

### Après 1950
L'avènement et la vulgarisation de l'utilisation des engrais a déplacé la production dans les prés plus proches, et accessibles des centres de Theux et Spa. À ce moment-là il était donc plus avantageux de faucher avec les nouvelles machines, donc dans des zones plus accessibles et moins boueuses.
Depuis lors, les prairies, l'étang et le ruisseau ne sont plus entretenus. La biodiversité spécifique du lieu s'est appauvrie, notamment en 1958 avec l’implantation d'une centaine de frênes, qui ont petit à petit dominé la plaine. Pourtant beaucoup d’espèces sont toujours présentes, bien qu'en moindre quantité, telles que les grenouilles et libellules bleues. Le colchique, la bistorte et la berce angélique sont de plus en plus rares.
Aujourd'hui 1,51 ha de terrain est sous le contrôle de la Région wallonne et constitue une réserve naturelle. Un déboisement spécifique autour du lac a permis à l'eau d'être moins acide, il s’agit même d'une très bonne eau selon M. Herman.

### Menaces
- Engrais chimiques utilisés dans les champs et prairies proches d'un golf.
- Eaux usées et pisciculture à Arbespine
- Un dépôt de sel au nom du MET[3]

## Sources
1. ↑  « 53 - Ru de Chawion | Rechercher un site intéressant ou protégé | Sites | La biodiversité en Wallonie », sur biodiversite.wallonie.be (consulté le 17 août 2019)
2. ↑  « A faire : Boucle de l'Étang de Chawion depuis Spa - Randonnée », sur www.visorando.com (consulté le 17 août 2019)
3. 1 2  « Lacs - étendues d'eau Etang de Chawion à Theux - Points remarquables », sur SityTrail, 9 avril 2018 (consulté le 17 août 2019)
4. 1 2 3  gestion, « Les zones humides du ru de Chawion : un milieu naturel à protéger | » (consulté le 17 août 2019)
5. ↑  « Éjectées de Theux, les écrevisses reviennent à Spa », sur sudinfo.be (consulté le 17 août 2019)